# Luis Adriano Piedrahita Sandoval
Luis Adriano Piedrahita Sandoval (Palmira, 7 ottobre 1946 – Santa Marta, 11 gennaio 2021) è stato un vescovo cattolico colombiano.

## Biografia
Luis Adriano Piedrahita Sandoval nacque a Palmira il 7 ottobre 1946.

### Formazione e ministero sacerdotale
Compì gli studi primari presso il Collegio francescano "Pio XII" e quelli secondari presso il seminario minore di Cali. Studiò filosofia e teologia presso il seminario maggiore "San Pietro Apostolo" della stessa città.
Il 29 ottobre 1972 fu ordinato presbitero per l'arcidiocesi di Cali da monsignor Alberto Uribe Urdaneta. In seguito fu vicario parrocchiale della parrocchia di Sant'Anna a Cali dal 1972 al 1974. Nel 1974 venne inviato a Roma per studi. Nel 1977 conseguì la licenza in teologia morale presso l'Accademia alfonsiana. Tornato in patria fu parroco della parrocchia della Santa Infanzia a Cali dal 1977 al 1984, parroco della parrocchia di San Giovanni Battista a Cali dal 1984 al 1986, parroco della parrocchia del Cuore Immacolato di Maria a Cali dal 1986 al 1992 e parroco della parrocchia di Cristo Risorto dal 1992 al 1999.
Ricoprì anche diversi altri incarichi tra i quali quelli di docente di teologia morale presso il seminario maggiore arcidiocesano dal 1979 al 1988, uditore del tribunale ecclesiastico regionale dal 1981 al 1984, membro del collegio dei consultori dal 1983 al 1988 e membro dell'equipe di formazione del seminario maggiore arcidiocesano dal 1984 al 1986.

### Ministero episcopale
Il 19 luglio 1999 papa Giovanni Paolo II lo nominò vescovo ausiliare di Cali e titolare di Centenaria. Ricevette l'ordinazione episcopale l'8 settembre successivo nella cattedrale di San Pietro apostolo a Cali dall'arcivescovo metropolita di Cali Isaías Duarte Cancino, co-consacranti il vescovo di Chiquinquirá Héctor Luis Gutiérrez Pabón e il vescovo ausiliare di Cali Edgar de Jesús Garcia Gil.
Il 3 luglio 2007 papa Benedetto XVI lo nominò vescovo di Apartadó.
Nel settembre del 2012 compì la visita ad limina.
Il 5 agosto 2014 papa Francesco lo nominò vescovo di Santa Marta. Prese possesso della diocesi l'8 ottobre successivo.
Monsignor Piedrahita Sandoval si distinse per essere un difensore delle cause umanitarie. Esortò i suoi fedeli a praticare la responsabilità sociale e ambientale. Per quanto riguarda la pandemia di COVID-19 dichiarò: "Si parla di appiattimento della curva dei contagi da coronavirus. È anche necessario appiattire la curva della povertà, della privazione, delle disuguaglianze sociali, dell'ineguaglianza, della discriminazione, della polarizzazione, dell'indifferenza, del danno ambientale causato dall'ambizione nell'uso delle risorse naturali".
Il 20 dicembre 2020 risultò positivo al nuovo coronavirus SARS-CoV-2 e due giorni dopo venne ricoverato d'urgenza presso la clinica "Avidanti" di Santa Marta. La sua condizione ipertensiva si rivelò un fattore aggravante delle sue condizioni. Morì alle 17:15 dell'11 gennaio 2021, dopo quasi venti giorni di ricovero, all'età di 74 anni per COVID-19. La salma venne cremata. Le esequie si tennero il 14 gennaio alle ore 9 nella basilica cattedrale di Santa Marta e furono presiedute dall'arcivescovo metropolita di Barranquilla Pablo Emiro Salas Anteliz. Al termine del rito le ceneri furono tumulate presso l'altare maggiore nello stesso edificio.

## Genealogia episcopale
La genealogia episcopale è:
- Cardinale Scipione Rebiba
- Cardinale Giulio Antonio Santori
- Cardinale Girolamo Bernerio, O.P.
- Arcivescovo Galeazzo Sanvitale
- Cardinale Ludovico Ludovisi
- Cardinale Luigi Caetani
- Cardinale Ulderico Carpegna
- Cardinale Paluzzo Paluzzi Altieri degli Albertoni
- Papa Benedetto XIII
- Papa Benedetto XIV
- Papa Clemente XIII
- Cardinale Bernardino Giraud
- Cardinale Alessandro Mattei
- Cardinale Pietro Francesco Galleffi
- Cardinale Giacomo Filippo Fransoni
- Cardinale Carlo Sacconi
- Cardinale Edward Henry Howard
- Cardinale Mariano Rampolla del Tindaro
- Cardinale Sebastiano Martinelli, O.E.S.A.
- Cardinale Donato Raffaele Sbarretti Tazza
- Cardinale Valerio Valeri
- Cardinale Giuseppe Paupini
- Arcivescovo Héctor Rueda Hernández
- Arcivescovo Isaías Duarte Cancino
- Vescovo Luis Adriano Piedrahita Sandoval